# Codornices estofadas

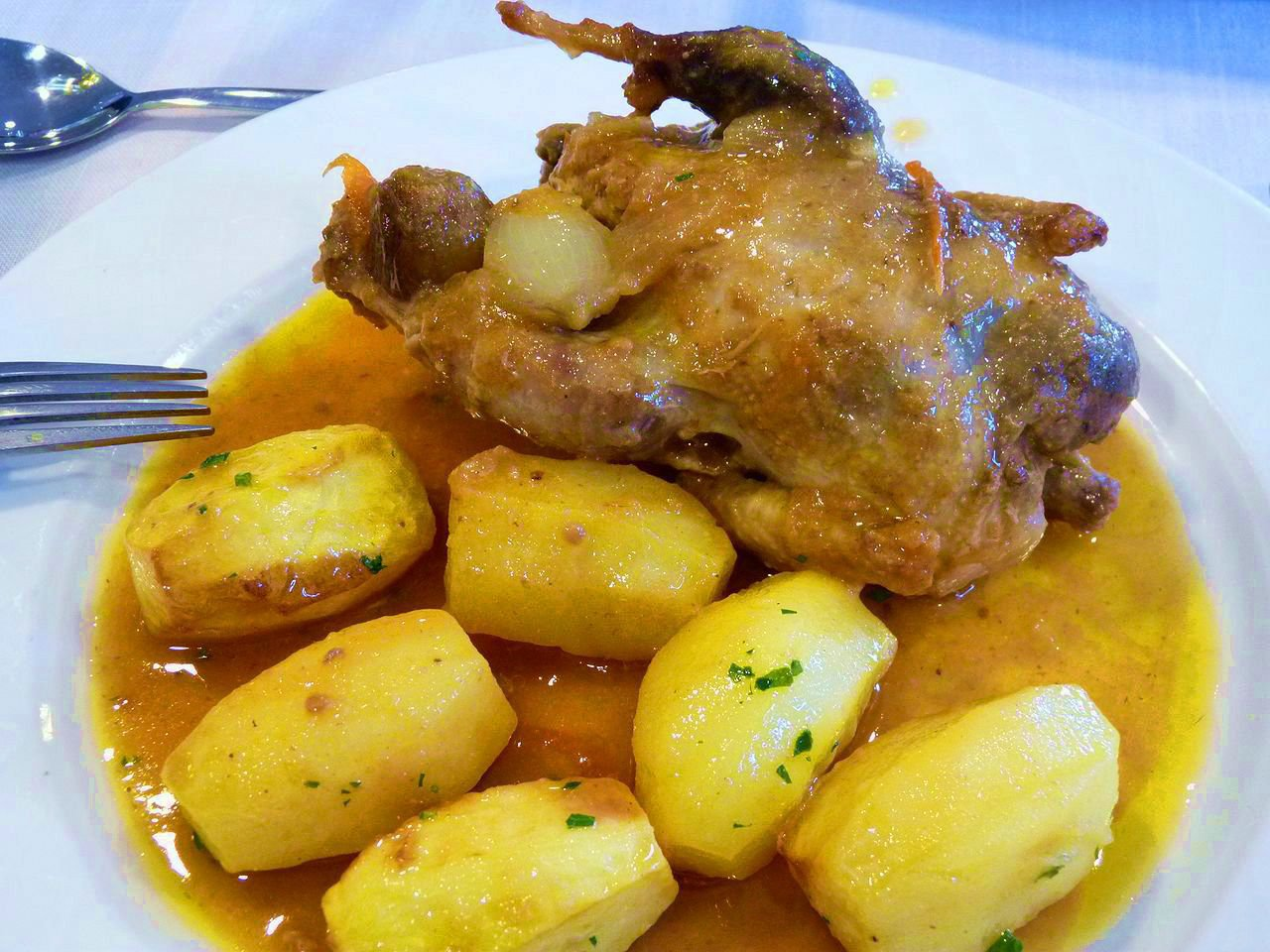
Codorniz estofada servida con patatas.

La codorniz estofada es una preparación culinaria que se encuentra elaborada en caldereta. El ingrediente principal es la codorniz (Coturnix coturnix), que se relaciona en la cocina tradicional como una volatería procedente de las tareas de caza, sobre todo en Castilla-La Mancha. Es un plato único que se suele acompañar de pimiento asado (pimiento morrón).
Las codornices suelen cocinarse en una olla a presión, o lentamente en una cazuela de barro. Que se estofa junto a otras verduras y con hierbas aromáticas diversas. Se suelen acompañar de patatas cocidas o setas.
En Castilla y León es también un plato tradicional, por ejemplo en la localidad segoviana de Fresno de Cantespino se mantiene una receta propia denominada «codornices a la fresnense».